# Sankt Görans kyrka, Novokharitonovo
Sankt Görans kyrka (ryska: Георгиевская церковь/Georgievskaja tserkov) är en rysk gammal-ortodox kyrkobyggnad belägen i samhället Novokharitonovo i Ramenskij-distriktet i Moskva oblast i västra Ryssland.
Kyrkan är helgad åt den romerska soldaten, martyren och helgonet Sankt Göran.

## Historia
Sankt Görans kyrka i Novokharitonovo började byggas 1910 och stod klar 1913. Den byggdes enligt ritningar av arkitekt B. M. Velikovskyj och på bekostnad av köpmannen Ivan Kuznetsov.
Mellan 1929 och 1990 var kyrkan stängd, vilket ledde till att byggnaden fick genomgå restaureringar på både utsidan och insidan. Efter det lämnades kyrkan över det till den ryska gammal-ortodoxa kyrkan igen och återinvigdes 1993.
Idag (februari 2024) är kyrkan kulturmärkt.

## Inventarier
Inne i kyrkan fanns det före nedstängningen 1929 en ikonostas gjord av porslin.

## Bilder

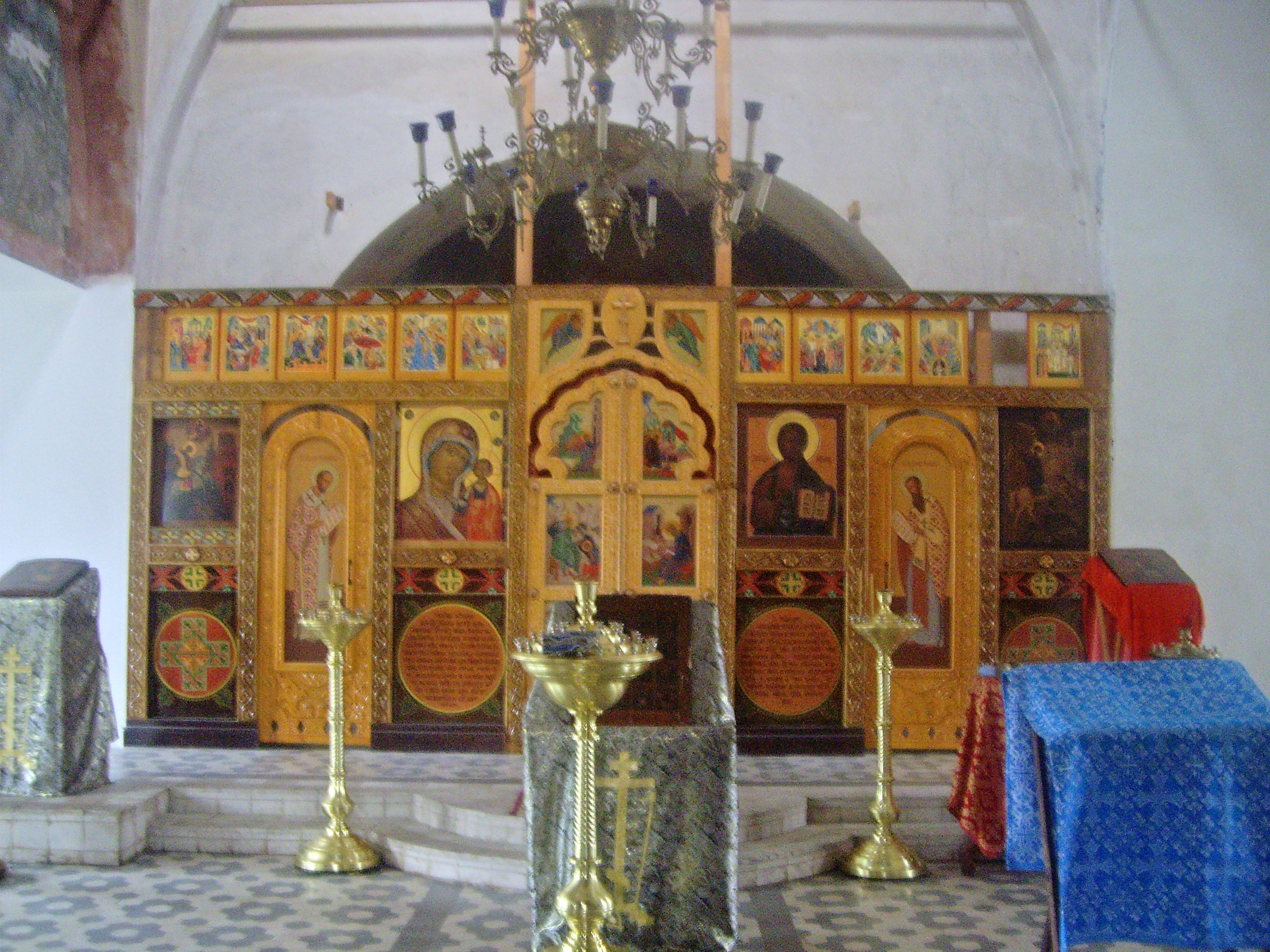
Kyrkans interiör mot ikonostasen.
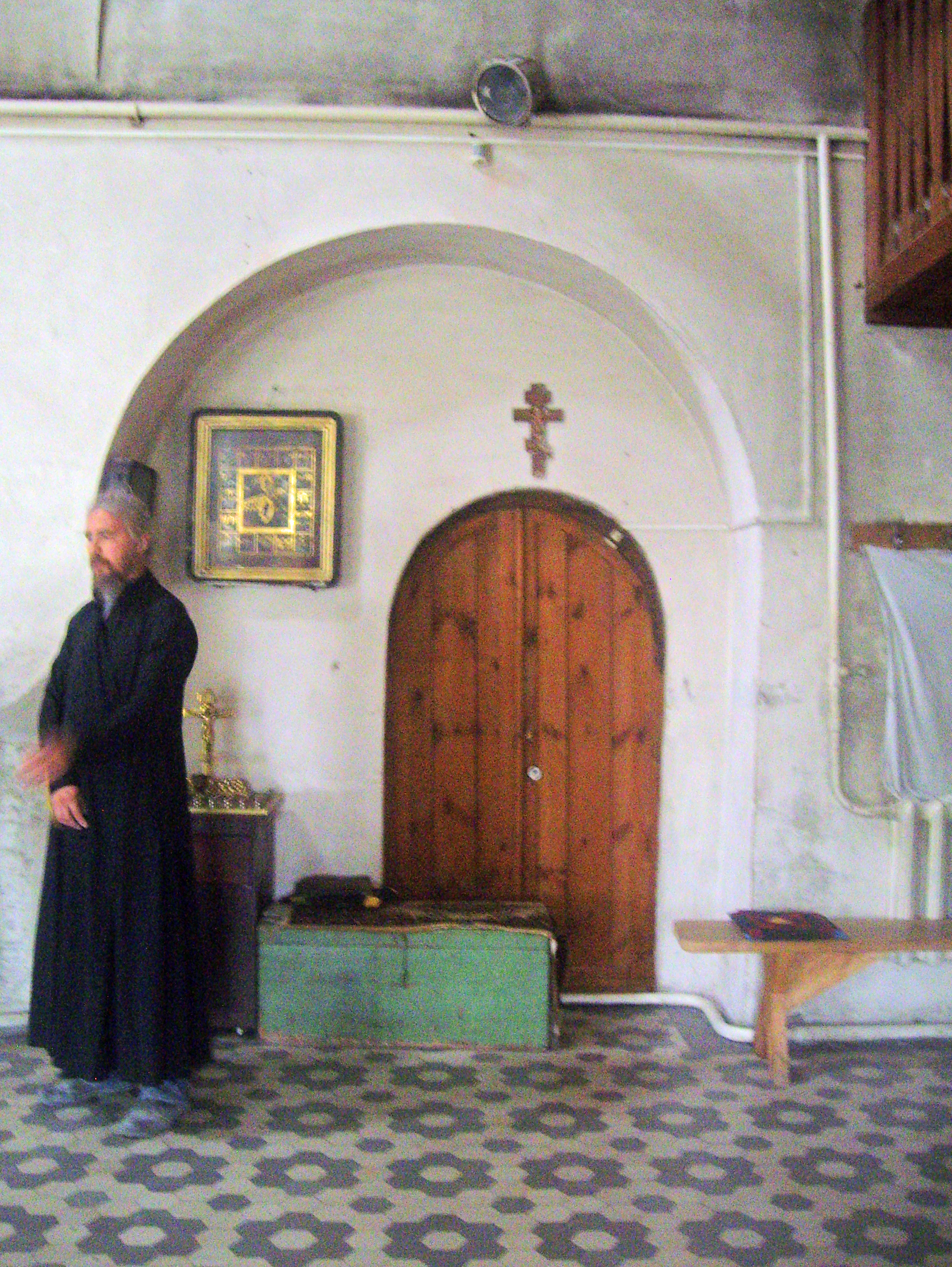
Interiören
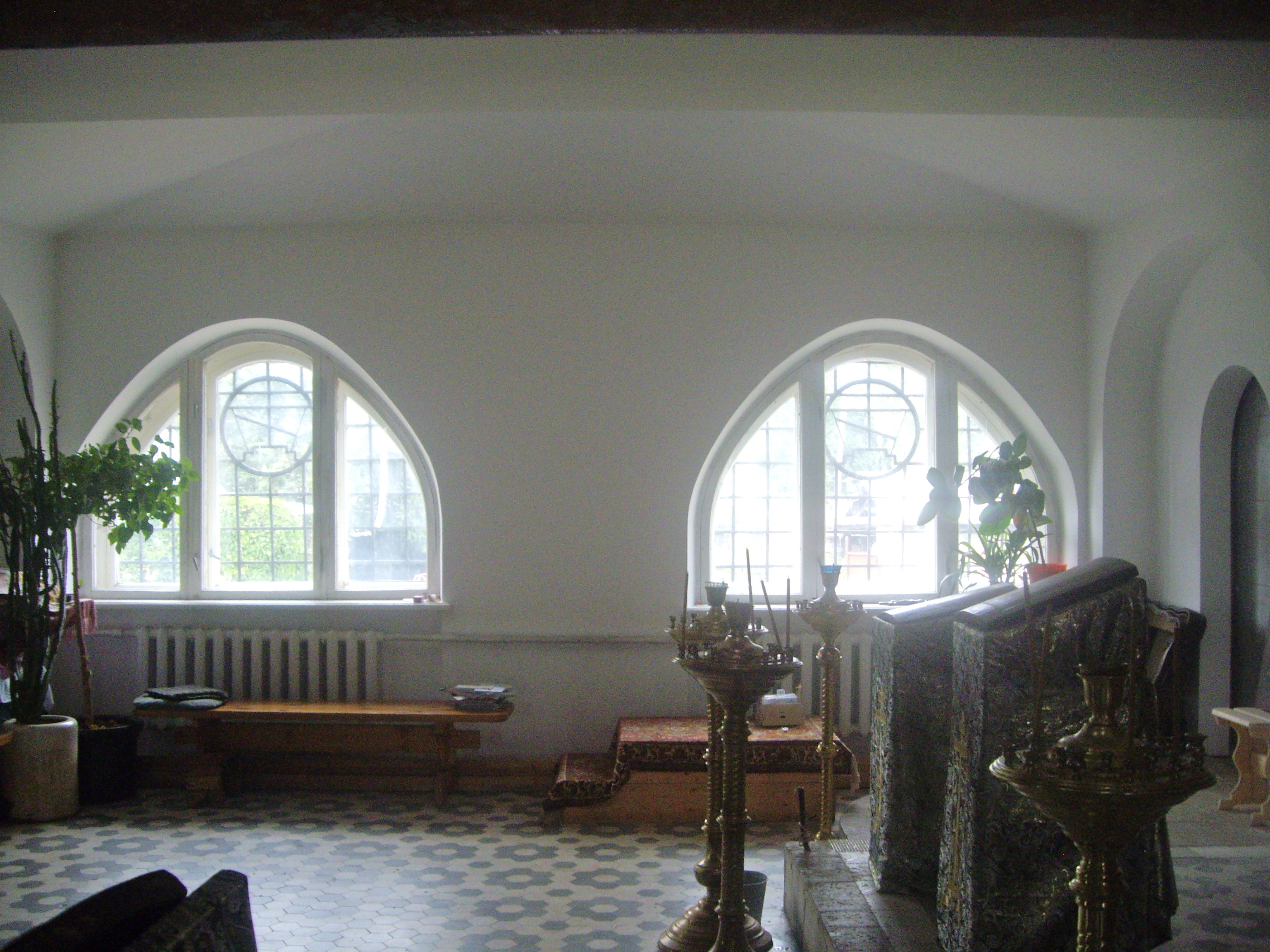
Interiören